# Християнсоциален съюз
Християнсоциалният съюз, съкратено ХСС (наименование на немски: Christlich-Soziale Union in Bayern e.V., CDU), срещано също и като Християнсоциалистически съюз, е дясноцентристка християндемократическа политическа партия в Германия.
Основан е на 13 октомври 1945 г.
Действа само в Бавария, където дълго време е управляваща партия. Редовно печели места в Бундестага, където със сестринската си партия Християндемократически съюз (ХДС) образува единна парламентарна група, която понастоящем с групата на Германската социалдемократическа партия (ГСДП) формира действащото федерално правителство на Германия. Влиза в групата на Европейската народна партия в Европейския парламент.
Наброява 141 хил. членове (към декември 2017).
Лидер на партията понастоящем е Маркус Зьодер,  настоящ министър-председател на федерална провинция Бавария. От създаването ѝ през 1945 г. последователно лидери на партията са: Йозеф Мюлер (1945 – 1949); Ханс Ехард (1949 – 1955); Ханс Зайдел (1955 – 1961); Франц Йозеф Щраус (1961 – 1988); Теодор Вайгел (1988 – 1999); Едмунд Щойбер (1999 – 2007); Ервин Хубер (2007 – 2008); Хорст Зеехофер (2008 – 2018); Маркус Зьодер (от 2018).